# 2021 GW4
2021 GW4 est un petit objet géocroiseur découvert au Mont Lemmon. Le 12 avril 2021 il est passé à 19 821 km de la surface de la Terre.